# Loi sur la réduction de l'inflation de 2022
 (mars 2023).
Le contenu est difficilement compréhensible vu les erreurs de traduction, qui sont peut-être dues à l'utilisation d'un logiciel de traduction automatique.
Lire en ligne

Journal Officiel américain 

La loi sur la réduction de l'inflation de 2022 (Inflation Reduction Act of 2022 (en)) (IRA) est une loi des États-Unis qui vise à freiner le déficit public américain, à abaisser les prix des médicaments et à investir dans la production d'énergie domestique en promouvant l'énergie propre. Il a été adopté par le 117e Congrès des États-Unis et promulgué par le président Joe Biden le 16 août 2022.
Cette loi dérive du Build Back  Better Plan, tout comme le Plan de sauvetage américain de 2021, et l'Infrastructure Investment and Jobs Act, édicté en novembre 2021.
Selon  le Congressional Budget Office (CBO) et le Joint Committee on Taxation (JCT), la loi devrait permettre d'obtenir de nouvelles recettes de $738 billion  venant à la fois d'une réforme fiscale et d'un abaissement du prix des médicaments. Par ailleurs, il doit permettre d'engager  $891 billion de dépenses –  dont $783 billion consacré à l'énergie et au changement climatique ainsi qu'à financer durant trois ans l'Affordable Care Act, Cette loi a conduit les Etats-Unis aux plus importants investissements de leur histoire consacrés au changement climatique. Selon plusieurs sources indépendantes  la loi devrait permettre d'abaisser d'ici à 2030 les émissions de gaz à effet de serre à 40 % de ce qu'ils étaient en 2005,. Pour ce qui est de l'inflation, certains économistes pense que ces mesures devraient la faire baisser sur le moyen-long terme.

## Contexte
Le Build Back Better Plan est un cadre législatif proposé par le président américain Joe Biden entre 2020 et 2021. Généralement considéré comme ambitieux en termes de taille et de portée, il vise à réaliser les plus importants investissements publics nationaux dans des programmes sociaux, infrastructurels et environnementaux depuis les années 1930, les politiques de lutte contre la Grande Dépression du New Deal.
Le plan est divisé en trois parties : l'une d'entre elles, The American Rescue Plan, un projet de loi sur les dépenses de secours COVID-19, a été promulguée en mars 2021. Les deux autres parties sont retravaillées en différents projets de loi au cours de longues négociations au sein et entre les entités du Congrès. L'American Jobs Plan (AJP) est une proposition visant à répondre aux besoins d'infrastructure longtemps négligés et à réduire les contributions de l'Amérique aux effets destructeurs du changement climatique ; l'American Families Plan (AFP) est une proposition visant à financer une variété d'initiatives de politique sociale, dont certaines (par exemple, les congés familiaux payés) n'ont jamais été promulguées à l'échelle nationale aux États-Unis 
Le Build Back Better Act est un projet de loi présenté au 117e Congrès pour remplir certains aspects du plan Build Back Better. Il a été dérivé de l'American Jobs Plan, aux côtés de l'Infrastructure Investment and Jobs Act sous la forme d'un programme de 3,5 milliards de dollars qui comprend des dispositions relatives au changement climatique et à la politique sociale. À la suite de négociations, le budget est abaissé à environ 2,2 milliards de $. Le projet de loi est adopté par la Chambre des représentants le 19 novembre 2021.
En décembre 2021, au milieu des négociations et des procédures parlementaires, le sénateur Joe Manchin retire publiquement son soutien au projet de loi parce qu'il ne correspond pas à son coût prévu d'environ 1,75 billions de $[réf. nécessaire], puis retire par la suite son soutien à sa propre législation de compromis. Cela tue le projet de loi car il faut 50 sénateurs pour qu'il soit adopté, et les 50 sénateurs républicains s'y sont opposés. La poursuite des négociations entre Manchin et le chef de la majorité au Sénat Chuck Schumer au cours des mois suivant aboutit finalement à un accord sur la somme de 737 milliards de $ au titre de la loi de 2022 sur la réduction de l'inflation.
Cet accord soudain sur la loi sur la réduction de l'inflation, négocié en secret et annoncé le 27 juillet 2022, est largement considéré comme un « choc » car les démocrates estiment qu'il y a peu d'espoir de relancer bon nombre de leurs priorités et Manchin lui-même s'est montre publiquement plutôt pessimiste.
Alors que le projet de loi révisé fait son chemin dans les chambres du Congrès, la nouvelle réalité de Biden ayant de manière inattendue une voie claire pour promulguer des parties substantielles de son programme national dans la loi conduit à une large réévaluation du succès de la présidence de Biden jusqu'à présent et pourrait constituer un argument électoral pour les élections de mi-mandat,,.

## Histoire législative
Le Build Back Better Act, qui a été adopté par la Chambre le 27 septembre 2021, a été utilisé par le Sénat comme véhicule législatif pour cette législation. Le 6 août 2022 , le chef de la majorité au Sénat, Chuck Schumer, a proposé un amendement qui remplacerait le texte du projet de loi précédemment adopté par le texte de la loi sur la réduction de l'inflation de 2022. Cet amendement de substitution a ensuite été adopté.
Le 7 août 2022, à la suite du vote-a-rama, une session de vote marathon illimitée sur les amendements, qui a duré près de 16 heures, le Sénat a adopté le projet de loi (tel qu'amendé) par 51 voix contre 50, tous les démocrates votant pour, tous républicains opposés, et la vice-présidente Kamala Harris brisant l'égalité. Le 12 août 2022, le projet de loi a été adopté par la Chambre sur un vote de 220 à 207, tous les démocrates votant pour et tous les républicains votant contre. Le 16 août 2022, la loi a été promulguée par le président Joe Biden.

## Prévisions
Sur une période de 10 ans, on estime que la loi générera des revenus de,, :
- Réforme des prix des médicaments sur ordonnance pour réduire les prix, y compris la négociation par Medicare des prix des médicaments pour certains médicaments (à partir de 10 d'ici 2026) - 265 milliards de $
- Imposer un taux d'imposition minimum sélectif de 15 % pour les entreprises dont les revenus dépassent 1 milliard de dollars revenus annuels des états financiers – 222 milliards de $
- Augmentation de l'application des taxes - 203,7 milliards de $[22]
- Imposer une taxe d'accise de 1 % sur les rachats d'actions - 74 milliards de $

Au cours de la même période, il dépenserait ces revenus pour, :
- Aborder la sécurité énergétique intérieure et le changement climatique – 369 milliards de $
- Réduction du déficit – 300 milliards de $
- Poursuivant pendant trois ans de plus l'expansion des subventions de l'Obamacare initialement étendues en vertu de l'American Rescue Plan Act de 2021 - 64 milliards de $
- Financement pour la résilience à la sécheresse dans les États de l'ouest - 4 milliards de $
- Augmentation du financement de l'IRS pour la modernisation et l'application accrue des taxes - 80 milliards de $[22],[24]

Dans le cadre de l'investissement dans les énergies propres, la loi prolonge de 10 ans le crédit d'impôt investissement solaire. La loi contient des dispositions qui plafonnent les coûts de l'insuline à 35 $ par mois et plafonneront les frais de médicaments à 2 000 $ pour les personnes bénéficiant de Medicare.
Plusieurs dispositions de l'accord initial entre Schumer et Manchin ont été modifiées après des négociations avec le sénateur Sinema : une disposition réduisant l'échappatoire sur les intérêts portés a été abandonnée, une taxe d'accise de 1 % sur les rachats d'actions a été ajoutée, des exceptions de fabrication ont été ajoutées à l'impôt minimum sur les sociétés et le financement des secours en cas de sécheresse pour les États de l'Ouest a été ajouté,,.

## Impact

### Économique

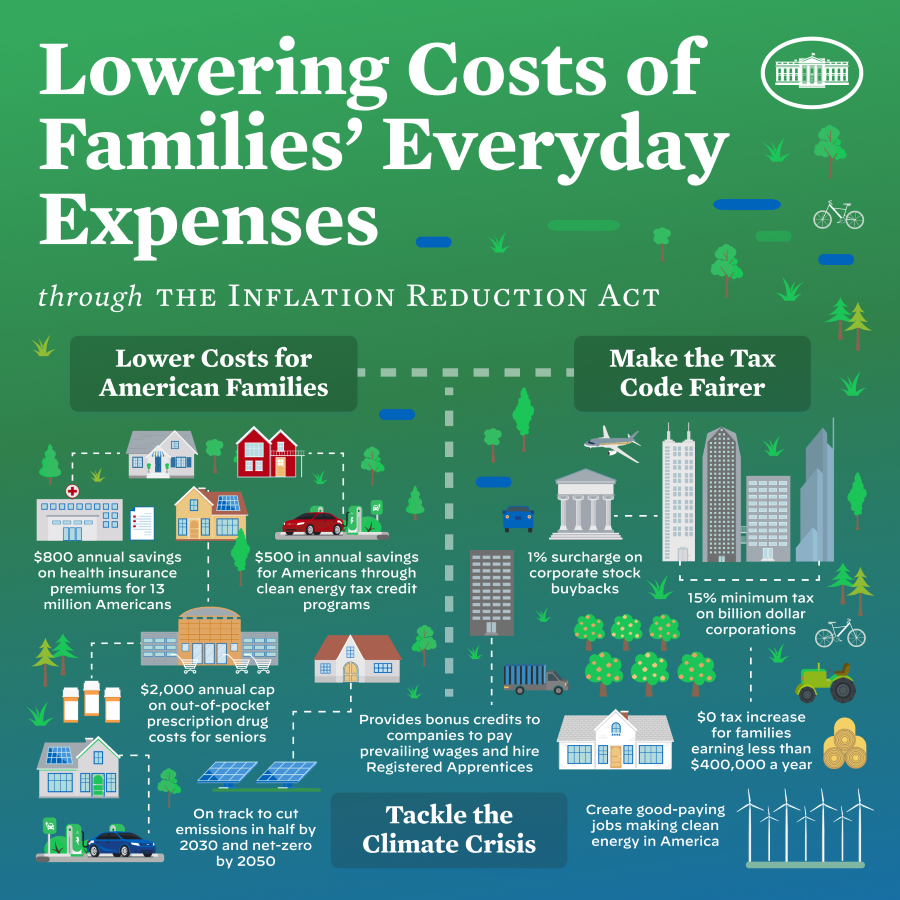
Inflation Reduction Act : graphique résumé édité par la Maison-Blanche.

Le Congressional Budget Office non partisan a estimé que le projet de loi n'aurait aucun effet statistiquement significatif sur l'inflation. Le modèle budgétaire de Penn Wharton a également estimé que le projet de loi n'aurait aucun effet statistiquement significatif sur l'inflation.
Le Comité non partisan pour un budget fédéral responsable a analysé le projet de loi et a conclu que "la réduction du déficit, ainsi que d'autres éléments du projet de loi, est susceptible de réduire les pressions inflationnistes et donc de réduire le risque d'une éventuelle récession". Il estime en outre que le projet de loi réduirait le déficit fédéral de 1,9 billions de $ sur une période de 20 ans. Ce chiffre comprend les économies qui en résultent sur les paiements d'intérêts.
La modélisation du groupe non partisan Energy Innovation, une entreprise qui effectue des recherches sur la politique énergétique, a révélé que ce projet de loi entraînerait la création de 1,4 à 1,5 million d'emplois supplémentaires et augmenterait le PIB de 0,84 à 0,88 % d'ici 2030,.
La Tax Foundation, un groupe de réflexion conservateur sur le plan fiscal, a déclaré que le projet de loi "pourrait en fait aggraver l'inflation en limitant la capacité de production de l'économie". Il a estimé que le projet de loi entraînerait une perte de 30 000 emplois et une réduction de 0,1 % du PIB, tout en entraînant 304 milliards de $ de recettes supplémentaires, qui iraient à la réduction des déficits.
Dans une lettre envoyée aux dirigeants du Congrès et vantée par les démocrates du Sénat, 126 économistes, dont Robert Rubin, Jack Lew, Jason Furman, Lawrence Summers, Mark Zandi (en) et Joseph Stiglitz, ont écrit que la facture est plus qu'entièrement payée, fait baisser les prix pour les consommateurs. et fera baisser l'inflation,.

### Énergie
Une évaluation du groupe Rhodium, un fournisseur de recherche indépendant, a estimé qu'il réduirait les émissions nationales de gaz à effet de serre de 32 à 42 % en dessous des niveaux de 2005 d'ici 2030, contre 24 à 35 % dans le cadre de la politique actuelle, tout en réduisant les coûts énergétiques des ménages et en améliorant la sécurité énergétique. En outre, Rhodium Group prévoit que les dispositions nucléaires du projet de loi sont susceptibles de "maintenir une grande partie, sinon la totalité" des réacteurs nucléaires du pays qui risquent de se retirer, estimés à 22 à 38% de la flotte, en ligne dans les années 2030.
Une analyse préliminaire du projet REPEAT de l'université de Princeton a estimé que les investissements réalisés par la loi réduiraient les émissions nettes de 42 % en dessous des niveaux de 2005, contre 27 % dans le cadre des politiques actuelles,.
Selon les conclusions de la modélisation du groupe non partisan Energy Innovation, la facture devrait permettre de réduire les émissions de gaz à effet de serre de 37 à 41 % par rapport aux niveaux de 2005 en 2030, contre 24 % sans la loi. Cette estimation de la réduction des émissions de gaz à effet de serre correspond au chiffre fourni par les auteurs du projet de loi qui est une réduction de 40 % des émissions de carbone par rapport aux niveaux de 2005.
La modélisation de l'institution de recherche non partisane Resources for the Future a montré que la facture réduirait les coûts d'électricité au détail de 5,2 à 6,7 % sur une période de dix ans, ce qui entraînerait des économies de  170 à 220 dollars par an pour le ménage américain moyen. La modélisation a également indiqué que la facture entraînerait une diminution de la volatilité des prix de l'électricité,.

### Impôts et impact distributif
Des extraits du Comité mixte non partisan sur la fiscalité (JCT) ont indiqué que la législation pourrait entraîner une augmentation des paiements d'impôts personnels pour les Américains de tous les revenus (une augmentation de 16,7 milliards de $ pour les contribuables gagnant moins de 200 000 $ par année, 14,1 milliards de $ pour les contribuables gagnant entre 200 000 et 500 000 $, et 23,5 milliards de $ pour les contribuables gagnant plus de 500 000 $). Ce calcul était basé sur l'hypothèse que les entreprises répercuteraient indirectement une partie de l'impôt minimum sur les sociétés aux employés, une hypothèse qui a été critiquée par Steven M. Rosenthal, chercheur principal au Centre de politique fiscale non partisan (TPC). L'économiste William G. Gale (en), qui est également codirecteur de la TPC, commente qu'il est important de considérer que les calculs de la JCT n'ont pas pris en compte les dispositions du projet de loi qui prolongeraient les crédits d'impôt sur les primes pour les plans de santé pour les personnes à faible - et aux contribuables à revenu moyen, accorder aux ménages des crédits d'impôt pour l'amélioration de l'efficacité énergétique de leur logement et baisser le prix des médicaments.
Le Centre de politique fiscale a estimé que les 80 % des déclarants les plus bas en termes de revenu recevraient un avantage net, si les crédits d'impôt sur les primes de l'ACA (subventions) étaient inclus. Le 80e au 99e centile entraînerait un faible coût (augmentation de 0 à 0,1 % du taux d'imposition fédéral moyen) tandis que les 1 % supérieurs subiraient une augmentation de 0,2 %. Les coûts sont principalement imposés indirectement, car les entreprises confrontées à des impôts plus élevés peuvent réduire les augmentations ou les niveaux de salaire des travailleurs ; les taux d'imposition individuels n'ont pas été modifiés.
Le Trésor a estimé qu'un financement supplémentaire pour l'Internal Revenue Service permettra l'embauche d'environ 87 000 employés de l'IRS. La secrétaire au Trésor, Janet Yellen, a ordonné au commissaire de l'IRS, Charles Rettig (en), de ne pas utiliser le nouveau financement alloué dans le projet de loi pour augmenter le taux d'audits de ceux qui gagnent moins de 400 000 dollars par an au-dessus des niveaux historiques, mais de se concentrer plutôt sur la "non-conformité haut de gamme".

### Emission de gaz à effet de serre
Émissions de gaz à effet de serre en pourcentage en 2023 :
- Chine (34 %)
- États-Unis (12 %)
- Inde (7,6 %)
- Union européenne (6,4 %)
- Russie (5,3 %)
- Autres ( %)

## Réactions
Le sénateur Joe Manchin (D-WV) a publié une déclaration pour son soutien au projet de loi. Le président Joe Biden a également déclaré son soutien au projet de loi proposé. Le 4 août, la sénatrice Kyrsten Sinema (D-AZ) a publié une déclaration indiquant qu'elle soutiendrait le projet de loi après avoir conclu un accord avec ses collègues démocrates pour modifier plusieurs dispositions fiscales.
Les républicains du Congrès ont exprimé leur opposition unanime au projet de loi, affirmant que la législation ne ferait pas grand-chose pour lutter contre l'inflation ou l'exacerber. Le chef de la minorité au Sénat, Mitch McConnell (R-KY), a dénoncé le projet de loi comme des "dépenses imprudentes" et Lindsey Graham (R-SC), membre de la commission du budget du Sénat, l'a qualifié de "folie". Une analyse menée par des organisations indépendantes, notamment le Comité mixte du Congrès des États-Unis sur la fiscalité et le Comité non partisan pour un budget fédéral responsable, a révélé que la législation réduirait le déficit budgétaire d'ici la fin de la décennie et aurait peu d'impact sur les dépenses fédérales .

### Organismes publics
Darren Woods, PDG du géant de l'énergie pétrolière et gazière ExxonMobil, a dit que le projet de loi n'allait "pas dans la bonne direction" et a approuvé ses dispositions relatives au pétrole et au gaz. Plusieurs groupes de l'industrie du charbon, dont la West Virginia Coal Association, ont critiqué le projet de loi pour "éviter" tout besoin d'innover dans les actifs houillers et "ne rien faire" pour le charbon ou la production de charbon".
Les organisations cyclistes ont critiqué le projet de loi pour avoir supprimé les incitations pour les vélos électriques de la loi originale Build Back Better Act, ayant un meilleur rapport énergie par incitation et atteignant un groupe démographique plus large que pour les voitures électriques restant dans l'IRA22.
De nombreuses organisations environnementales traditionnelles ont soutenu le projet de loi, telles que Nature Conservancy, la National Wildlife Federation et American Forests,. Le directeur de la politique nord-américaine de Nature Conservancy, Tom Cors, a qualifié la législation d'"historique", tandis qu'Aviva Glaser de la NWF a qualifié l'infusion de dépenses de "transformatrice". Le Conseil de défense des ressources naturelles a fait valoir que malgré l'acceptation continue des combustibles fossiles dans l'IRA, ses politiques d'atténuation du climat l'emporteraient dix fois sur leur impact. Cependant, tous les groupes environnementaux n'ont pas exprimé un soutien sans réserve. Certains écologistes ont noté que le projet de loi contenait plus de "carottes", ou d'incitations à un comportement positif, que de "bâtons", ou de nouvelles réglementations,. Plusieurs groupes ont fait valoir que, comme la législation ne cherchait pas à éliminer complètement les combustibles fossiles, elle était inadéquate pour faire face à la menace du changement climatique. Jean Su, directeur du programme de justice énergétique au Center for Biological Diversity, a qualifié la législation "d'accord détourné à prendre ou à laisser entre un baron du charbon et des dirigeants démocrates dans lequel toute opposition des législateurs ou des communautés de première ligne a été annulée."  La Climate Justice Alliance a critiqué l'IRA, affirmant que "les forces de l'IRA sont compensées par les faiblesses et les menaces du projet de loi posées par l'expansion des combustibles fossiles et des technologies non éprouvées telles que la capture du carbone et la génération d'hydrogène".